# LEN Euro Cup 2013-2014
La LEN Euro Cup 2013-2014 è stata la 22ª edizione del secondo torneo europeo di pallanuoto per squadre di club. Le gare sono iniziate il 25 ottobre 2013 e si sono concluse con la finale di ritorno il 9 aprile 2014.
Le squadre partecipanti sono in totale 17, quattro delle quali provengono dal primo turno di Champions League; le nazioni rappresentate sono dieci. A causa del basso numero di club iscritti è stato disputato un solo turno di qualificazione, dopo il quale si ha avuto accesso alla fase a eliminazione diretta a partire dai quarti di finale.

## Turno di qualificazione
Il sorteggio si è svolto il 14 ottobre, dopo il completamento del secondo turno di qualificazione della Champions League, da cui vengono ammesse cinque fra le squadre eliminate nella massima competizione: Acquachiara, Marsiglia, Spartak Volgograd e Valletta.

### Gironi
| Gruppo A          |
| sede: La Valletta |
| Valletta          |
| Dinamo Mosca      |
| Ligamus Tblisi    |
| Sète              |

| Gruppo B          |
| sede: Napoli      |
| Spartak Volgograd |
| Montpellier       |
| Posillipo         |
| Steaua Bucarest   |

| Gruppo C      |
| sede: Utrecht |
| Acquachiara   |
| Vojvodina     |
| Olympic Nice  |
| Utrecht       |
| Primorac      |

| Gruppo D       |
| sede: Zagabria |
| Marsiglia      |
| Mladost        |
| Šturm          |
| Jadran H.N.    |

### Gruppo A
|    | Turno di qualificazione 2013-2014 | Pti | G | V | N | P | GF | GS | DR  |
| -- | --------------------------------- | --- | - | - | - | - | -- | -- | --- |
| 1. | Dinamo Mosca                      | 9   | 3 | 3 | 0 | 0 | 34 | 21 | +13 |
| 2. | Sète                              | 6   | 3 | 2 | 0 | 1 | 30 | 28 | +2  |
| 3. | Ligamus Tblisi                    | 3   | 3 | 1 | 0 | 2 | 29 | 36 | -7  |
| 4. | Valletta                          | 0   | 3 | 0 | 0 | 3 | 26 | 34 | -8  |

| 25-10-13 | Valletta     | 9-10 | Sète    |
| 25-10-13 | Dinamo Mosca | 13-7 | Ligamus |

| 26-10-13 | Valletta | 12-13 | Ligamus      |
| 26-10-13 | Sète     | 9-10  | Dinamo Mosca |

| 27-10-13 | Valletta | 5-11 | Dinamo Mosca |
| 27-10-13 | Ligamus  | 9-11 | Sète         |

### Gruppo B
|    | Turno di qualificazione 2013-2014 | Pti | G | V | N | P | GF | GS | DR |
| -- | --------------------------------- | --- | - | - | - | - | -- | -- | -- |
| 1. | Posillipo                         | 7   | 3 | 2 | 1 | 0 | 33 | 24 | +9 |
| 2. | Spartak Volgograd                 | 7   | 3 | 2 | 1 | 0 | 33 | 27 | +6 |
| 3. | Montpellier                       | 3   | 3 | 1 | 0 | 2 | 25 | 31 | -6 |
| 4. | Steaua Bucarest                   | 0   | 3 | 0 | 0 | 3 | 24 | 33 | -9 |

| 25-10-13 | Montpellier | 7-11 | Spartak VSPU |
| 25-10-13 | Posillipo   | 11-6 | Steaua       |

| 26-10-13 | Steaua    | 9-11  | Montpellier  |
| 26-10-13 | Posillipo | 11-11 | Spartak VSPU |

| 27-10-13 | Spartak VSPU | 11-9 | Steaua      |
| 27-10-13 | Posillipo    | 11-7 | Montpellier |

### Gruppo C
|    | Turno di qualificazione 2013-2014 | Pti | G | V | N | P | GF | GS | DR  |
| -- | --------------------------------- | --- | - | - | - | - | -- | -- | --- |
| 1. | Acquachiara                       | 10  | 4 | 3 | 1 | 0 | 53 | 32 | +21 |
| 2. | Primorac                          | 9   | 4 | 3 | 0 | 1 | 41 | 31 | +10 |
| 3. | Utrecht                           | 4   | 4 | 1 | 1 | 2 | 26 | 38 | -12 |
| 4. | Vojvodina                         | 3   | 4 | 1 | 0 | 3 | 32 | 44 | -12 |
| 5. | Olympic Nice                      | 2   | 4 | 0 | 2 | 2 | 29 | 36 | -7  |

| 24-09-13 | Utrecht   | 5-9  | Primorac |
| 24-09-13 | Vojvodina | 12-7 | Ol. Nice |

| 26-09-13 | Utrecht     | 6-6  | Ol. Nice  |
| 26-09-13 | Acquachiara | 15-7 | Vojvodina |

| 25-09-13 | Utrecht     | 11-7  | Vojvodina |
| 25-09-13 | Acquachiara | 13-12 | Primorac  |

| 27-09-13 | Ol. Nice | 7-9  | Primorac    |
| 27-09-13 | Utrecht  | 4-16 | Acquachiara |

| 26-09-13 | Ol. Nice  | 9-9  | Acquachiara |
| 26-09-13 | Vojvodina | 6-11 | Primorac    |

### Gruppo D
|    | Turno di qualificazione 2013-2014 | Pti | G | V | N | P | GF | GS | DR  |
| -- | --------------------------------- | --- | - | - | - | - | -- | -- | --- |
| 1. | Mladost                           | 9   | 3 | 3 | 0 | 0 | 46 | 15 | 31  |
| 2. | Jadran Herceg Novi                | 4   | 3 | 1 | 1 | 1 | 46 | 20 | 26  |
| 3. | Marsiglia                         | 4   | 3 | 1 | 1 | 1 | 47 | 22 | 25  |
| 4. | Shturm                            | 0   | 3 | 0 | 0 | 3 | 8  | 90 | -82 |

| 25-10-13 | Mladost | 25-1 | Shturm    |
| 25-10-13 | Jadran  | 7-7  | Marsiglia |

| 26-10-13 | Mladost | 12-8 | Marsiglia |
| 26-10-13 | Jadran  | 33-4 | Shturm    |

| 27-10-13 | Marsiglia | 32-3 | Shturm |
| 27-10-13 | Mladost   | 9-6  | Jadran |

## Quarti di finale
Le otto squadre si affrontano in quattro sfide ad eliminazione diretta ad andata e ritorno. Le gare di andata si disputano il 20 novembre, quelle di ritorno il 18 dicembre.
| Squadra 1          | Totale | Squadra 2    | Andata | Ritorno |
| ------------------ | ------ | ------------ | ------ | ------- |
| Jadran Herceg Novi | 16-19  | Acquachiara  | 6-11   | 10-8    |
| Mladost            | 24-7   | Primorac     | 14-4   | 10-3    |
| Spartak Volgograd  | 24-19  | Dinamo Mosca | 12-10  | 12-9    |
| Posillipo          | 21-13  | Sète         | 12-8   | 9-5     |

## Semifinali
| Andata  | Andata | Andata                          | Andata |
| Data    | Ora    | Gara                            | Ris.   |
| ------- | ------ | ------------------------------- | ------ |
| 22-2-14 | 20:00  | Mladost - Posillipo             | 8-8    |
| 22-2-14 | 20:00  | Acquachiara - Spartak Volgograd | 10-12  |

| Ritorno | Ritorno | Ritorno                         | Ritorno | Ritorno |
| Data    | Ora     | Gara                            | Ris.    | Tot.    |
| ------- | ------- | ------------------------------- | ------- | ------- |
| 5-3-14  | 20:30   | Posillipo - Mladost             | 7-10    | 15-18   |
| 5-3-14  | 19:00   | Spartak Volgograd - Acquachiara | 9-10    | 21-20   |

## Finale
| Arbitri: | Stavropoulos Gomez |

|                                                                 |           |                               |
| 4: Khalturin 2: Stratan, Andryukov 1: Lazarev, Latypov, Lisunov | Marcatori | 2: Bukić, Lončar 1: Milaković |

| Arbitri: | Borrell Caputi |

|                                                                                |           |                                                |
| 2: K. Milaković, Vukičević 1: Gagulić, Lončar, Martinić, I. Milaković, Pavičić | Marcatori | 1: Lazarev, Ashaev, Andryukov, Stratan, Jurčik |

## Classifica marcatori
Aggiornata al 9 aprile 2014.
|  | Gol | Marcatore                 | Squadra           |
|  | --- | ------------------------- | ----------------- |
|  | 23  | Kristijan Milaković       | Mladost           |
|  | 18  | Antonio Petković          | Acquachiara       |
|  | 17  | Luka Sekulić              | Jadran H.N.       |
|  | 16  | Stefano Luongo            | Acquachiara       |
|  | 15  | Nicolas Constantin-Bicari | Marsiglia         |
|  | 14  | Jovan Sarić               | Jadran H.N.       |
|  | 14  | Ante Vukičević            | Mladost           |
|  | 13  | Miroslav Ranđić           | Marsiglia         |
|  | 13  | Dmitrii Kholod            | Dinamo Mosca      |
|  | 13  | Luigi Di Costanzo         | Acquachiara       |
|  | 11  | Mathieu Fournier          | Sète              |
|  | 11  | Adel Latypov              | Spartak Volgograd |
|  | 10  | Valentino Gallo           | Posillipo         |
|  | 10  | Nikola Murišić            | Primorac          |
|  | 9   | Matthew Zammit            | Valletta          |
|  | 8   | Thibaut Simon             | Marsiglia         |
|  | 8   | Mathieu Peisson           | Montpellier       |
|  | 7   | Alexandre Camarasa        | Marsiglia         |